# Live!! +one
Live!! +one es un EP en directo de la banda inglesa Iron Maiden. Inicialmente lanzado sólo en Japón en diciembre de 1980. Todos los temas fueron grabados en vivo en el Club Marquee de Londres el 4 de julio de 1980. La grabación de «Sanctuary» disponible en este EP no puede ser encontrada en ningún otro disco.
En 1984 lanzaron el EP en Grecia con una lista de canciones ampliada, pero solo con «I've Got the Fire» de la grabación en el Club Marquee.

## Lista de canciones
| Edición para Japón |                                        |                                         |          |  |
| N.º                | Título                                 | Escritor(es)                            | Duración |  |
| 1.                 | «Sanctuary (en directo)»               | Steve Harris, Paul Di'Anno, Dave Murray | 4:22     |  |
| 2.                 | «Phantom of the Opera (en directo)»    | Harris                                  | 7:12     |  |
| 3.                 | «Drifter (en directo)»                 | Harris                                  | 8:16     |  |
| 4.                 | «Women in Uniform» (Cover de Skyhooks) |                                         | 3:07     |  |
| 22:57              |                                        |                                         |          |  |

| Edición para Grecia |                                        |                                   |          |  |
| N.º                 | Título                                 | Escritor(es)                      | Duración |  |
| 1.                  | «Drifter (en directo)»                 | Steve Harris                      | 8:16     |  |
| 2.                  | «Phantom of the Opera (en directo)»    | Harris                            | 7:12     |  |
| 3.                  | «Women in Uniform» (Cover de Skyhooks) |                                   | 3:07     |  |
| 4.                  | «Innocent Exile (en directo)»          | Harris                            | 4:04     |  |
| 5.                  | «Sanctuary (en directo)»               | Paul Di'Anno, Dave Murray, Harris | 4:22     |  |
| 6.                  | «Prowler»                              | Harris                            | 3:55     |  |
| 7.                  | «Running Free (en directo)»            | Di'Anno, Harris                   | 2:47     |  |
| 8.                  | «Remember Tomorrow (en directo)»       | Di'Anno, Harris                   | 5:43     |  |
| 9.                  | «I've Got the Fire (en directo)»       |                                   | 3:14     |  |

## Integrantes
- Steve Harris - bajista
- Paul Di'Anno - vocalista
- Dave Murray - guitarrista
- Adrian Smith - guitarrista – "Innocent Exile", "Running Free" y "Remember Tomorrow"
- Dennis Stratton - guitarrista – "Drifter", "Phantom of the Opera", "Women in Uniform", "Sanctuary" "I've Got the Fire" y "Prowler"
- Clive Burr - baterista